# 抵制中國貨

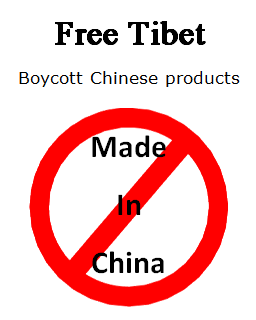
互聯網上自由圖博運動的抵制中國貨標誌

抵制中國貨（英語：Boycott Chinese products），或稱抵制中國製造，是經濟抵制的一種，目標為由中華人民共和國所持有或及生產的商品。一般認為抵制中國貨的原因是領土爭端、2019冠狀病毒病以及對中國集權政制的反對。
印度、菲律賓以及中國的分離主義組織曾經發起抵制中國貨的運動。普遍認為完全抵制中國貨是困難的，因為該國產品在全世界廣泛銷售和使用，而且有很多外資企業在中國內地設立工廠或者委託中國內地的工廠來生產商品。

## 起因
中國是全世界人口最多的大國，並且是面積第三大的國家，有很長的邊境線並與數個國家相鄰。歷史上，中國與其鄰國發生過許多次衝突。1949年，中华人民共和國成立。從後，中國領導人以經濟發展為第一優先。中國商家常常根據市場預期來調整產品的生產，而海外消費者選擇的是其低廉的價格。
价廉物美是一個間接原因。許多印度公司無法找到足夠的所需原材料以製造消費者所需的產品，反而用一些中国公司模仿蘋果公司、凱悅酒店以及星巴克這類國際知名公司所制作的產品，或是既模仿其知名商標又模仿整個商店。

## 抵制活動

### 印度
由於2014年中印邊境衝突的關係，印度和西藏流亡政府聯合發起抵制中國貨的運動。印度国民志愿服务团領袖莫漢·巴格瓦特宣佈：「我們談論關於自立和抗衡中國。新政府似乎是抗衡它了。但是如果我們不抵制購買中國貨，政府何以從中汲取力量呢？」。一些印度商店因爲兩國之間的衝突而開始抵制中國貨。
在非实体商品方面，2020年5月，受中印邊境衝突影響，印度开发团队“初创公司”推出“移除中国应用程式（Remove China Apps）”的应用。此應用於6月3日因其违反谷歌的部分政策而下架。6月29日，印度宣布禁用59款中國大陸手機應用程式，其中包括TikTok、微信、UC瀏覽器。

### 菲律賓
在菲律賓，有不同的團體發起全國性的抵制「中國製造」運動。由於2012年菲律賓與中國因黃岩島主權問題而發生衝突，阿爾拜省省長喬伊·薩爾斯達支持菲律賓人抵制中國貨。

### 越南
由於南中國海主權爭議，越南與中國的關係緊張，尤其是海洋石油981鑽井平臺的設立觸發了越南抵制中國貨的運動。在2014年越南排華暴動中，越南人通過抵制中國貨、使用越南貨來表達他們在南中國海爭端上的愛國主義精神。

### 
2017年因韓國部署薩德反導彈系統事件引起争端，中国掀起抵制韩货运动，韩国社会反弹，出现抵制中國貨呼声。

### 西藏流亡政府
十四世達賴喇嘛的長兄土登晉美諾布發起抵制中國貨的運動，以尋求西藏獨立。他說：「我確信，抵制中國貨的運動能夠獲得全世界支持自由的慈愛人士的支持，且最終能夠成功迫使中國關心自己人民的人權並承認圖博獨立。……我號召所有圖博人和朋友們加入我們純潔、神聖的解放祖國的鬥爭中來。」

### 其它
亦有人因為中國貨的質量问题和安全风险而發起抵制運動。

## 中方反应
2000年以来中華人民共和國官方很少表态。但在2020年後，由於抵制中國貨的情況有急增的趨勢，部份中華人民共和國网民和媒体只能夠以冷嘲熱讽（例：“非对称攻击无法报复；即讽刺抵制国的产品一文不值”）的方式來進行消極的“報復”。

## 外部連結
- More anti-China protests in Vietnam as row escalates （页面存档备份，存于）, The Sunday Times. Victoria Richards Published: 19 June 2011
- Indigenous products gain popularity ahead of Diwali （页面存档备份，存于）, Yahoo News Mon 20 Oct, 2014
- We will boycott Chinese products （页面存档备份，存于） NewsDay Zimbabwe May 19, 2012
- "Praying for peace" to boycott Chinese products? （页面存档备份，存于）, By Mei Jingya, Sina English 2012-08-21 07:10:00 GMT 2012-08-21 15:10:00 (Beijing Time)
- Tanzania: Local Importers to Blame for Fake Chinese Products （页面存档备份，存于） By Abduel Elinaza, AllAfrica 19 AUGUST 2014